# Baix Pallars
Baix Pallars és un municipi de la comarca del Pallars Sobirà. El cap municipal és la vila de Gerri de la Sal. Inclou l'entitat municipal descentralitzada de Sellui.
Aquest municipi es creà el 1969 per agrupació dels antics termes de Baén, Gerri de la Sal, Montcortès de Pallars i Peramea. Des d'organismes institucionals i lingüístics es va recomanar inicialment canviar el nom del municipi, posant-hi el de Gerri de la Sal, que és el cap del municipi, o el de Gerri, Peramea i Montcortès, atenent els indrets més poblats del terme, però fins ara l'ajuntament de Baix Pallars ha decidit sempre mantenir el nom.
Els apartats de descripció geogràfica i d'història d'aquest municipi es troben repartits al llarg dels articles dels antics termes municipals que el formen en l'actualitat.
El terme de Baix Pallars està situat a l'extrem meridional de la comarca del Pallars Sobirà, al límit amb el Pallars Jussà. Pel costat oest tocar amb el terme de la Torre de cabdella, al sud-oest amb el de Senterada, al sud amb el de la Pobla de Segur, al sud-est amb el de Conca de Dalt (antics termes d'Hortoneda de la Conca i Claverol, tots ells del Pallars Jussà. Al sud-est toca breument el terme de Cabó i a l'est limita amb el terme de les Valls d'Aguilar, tots dos de la comarca de l'Alt Urgell. Només toca amb dos termes del Pallars Sobirà: Soriguera, al nord, i Sort, amb el qual té un breu contacte, al nord-oest.

## Geografia
- Llista de topònims de Baix Pallars (Orografia: muntanyes, serres, collades, indrets..; hidrografia: rius, fonts...; edificis: cases, masies, esglésies, etc).

El terme de Baix Pallars és a l'extrem meridional de la comarca, ratllant amb la comarca veïna del Pallars Jussà. És a migdia del terme de Soriguera (antics termes d'Estac i de Soriguera) i del de Sort (antic terme d'Enviny). A ponent limita amb el terme actual de la Torre de Cabdella (antics termes de la Pobleta de Bellveí i de Mont-ros), i al sud, amb els termes del Pallars Jussà de la Pobla de Segur i de Conca de Dalt (antics termes de Claverol i d'Hortoneda de la Conca. A llevant, limita amb la comarca de l'Alt Urgell, amb el terme de Cabó i amb el de les Valls d'Aguilar (antic terme de Taús).
Termes municipals limítrofs:
|                      | Sort i Soriguera                  |                                         |
| La Torre de Cabdella |                                   | Les Valls d'Aguilar i Cabó (Alt Urgell) |
|                      | La Pobla de Segur i Conca de Dalt |                                         |

### Entitats de població
| Entitat de població            | Habitants (2023) |
| Gerri de la Sal                | 124              |
| Peramea                        | 88               |
| Bresca                         | 22               |
| Montcortès                     | 21               |
| Balestui                       | 14               |
| Pujol                          | 13               |
| Sellui                         | 13               |
| Bretui                         | 12               |
| Baén                           | 8                |
| Useu                           | 8                |
| Peracalç                       | 7                |
| Masies de Llaràs               | 5                |
| Mentui                         | 4                |
| Ancs                           | 3                |
| Canals (Peramea)               | 2                |
| Buseu                          | 2                |
| Cortscastell                   | 2                |
| Enseu                          | 2                |
| Cabestany                      | 2                |
| Sarroca de Baén                | 1                |
| Castellnou                     | 1                |
| Cuberes                        | 0                |
| Solduga i l'Espluga de Cuberes | 0                |
| el Soi                         | 0                |
| Vilesa                         | 0                |
| el Pui                         | 0                |
| Sant Sebastià de Buseu         | 0                |
| el Comte                       | 0                |
| Font: Idescat                  |                  |

## Administració

### Alcaldes i Alcaldesses
- Josep Maria Semino i Dòria (1979 - 1987)
- Xavier Ribera i Jordana (1987 - 2011)
- Josep Maria Semino i Laguia (2011 - 2019)
- Anna Sentinella i Amengual (2019 - actualitat)

### Regidors i Regidores
Des del 1979, Baix Pallars ha tingut els regidors i regidores següents: 
- Jaume Baró Mentuy
- Josep Baró Vidal
- Eloi Calvo Ruiz
- Jordi Canal Llimiñana
- Jordi Lluís Canut Bartra
- Gemma Casal Fité
- Martí Casals Pagès
- Pere Casas Ollé
- Amat Castellarnau Borrut
- Maria-Olga Castellarnau Servent
- Jaume Comas Boix
- Maria Teresa Dòria Laguia
- Josep Figuera Sarroca
- Agustí Font Capdevila
- Albert Font Gasa
- Josep Font Ris
- Josep Gasa Figuera
- Jordi Isús Fierro
- Ramon Moner Montoliu
- Jaume Montaner Capdevila
- Josep Morera Gasa,
- Josep Peró Malgrat
- Xavier Ribera Jordana
- Àngel Ruiz Garcia
- Francesc Sauquet Vidal
- Josep Maria Semino Dòria
- Josep Maria Semino Laguia
- Anna Servent Grau
- Anna Maria Tomàs Carrera
- Carles Tomàs Carrera
- Josep Tugues Baró
- David Saro i Arroyo
- Carlota Canut i Faré
- M. Dolors Font i Juanari

### Legislatura 2023-2027
| Candidatura | Candidatura                              | Cap de llista            | Vots | Regidors | % vots |
| ----------- | ---------------------------------------- | ------------------------ | ---- | -------- | ------ |
|             | Som-hi Baix Pallars                      | Anna Sentinella Amengual | 146  | 5        | 65,47% |
|             | Viu-Baix Pallars - Acord Municipal - ERC | Jordi Canal Limiñana     | 55   | 2        | 24,66% |
|             | Junts Baix Pallars                       | Carlota Canut Farré      | 19   | 0        | 8,52%  |
| Total       | Total                                    | 224                      | 224  | 7        |        |

Sellui, com a entitat municipal descentralitzada (EMD), té la seva pròpia presidenta, en aquesta legislatura la independent Montserrat Perelló i Riera.

### Legislatura 2019-2023
| Candidatura | Candidatura         | Cap de llista            | Vots | Regidors | % vots |
| ----------- | ------------------- | ------------------------ | ---- | -------- | ------ |
|             | Som-hi Baix Pallars | Anna Sentinella Amengual | 115  | 4        | 51,11% |
|             | ERC-Fem Municipi    | Jordi Canut Bartra       | 99   | 3        | 44     |
| Total       | Total               | 248                      | 248  | 7        |        |

- Anna Sentinella Amengual (Som-hi), alcaldessa
- David Saro Arroyo (Som-hi), 1r tinent d'alcalde
- Carlota Canut Farré (Som-hi), 2a tinent d'alcalde
- Dolors Font Juanati (Som-hi), regidora
- Jordi Canut Bartra (ERC-FM), regidor
- Àngel Ruiz Garcia (ERC-FM), regidor
- Jorge Canal Llimiñana (ERC-FM), regidor.

Sellui, com a entitat municipal descentralitzada (EMD), té el seu propi president, en aquesta legislatura l'independent Jordi Vives i Bonet (Tom).

### Legislatura 2011-2015
| Candidatura | Candidatura | Cap de llista              | Vots | Regidors | % vots |
| ----------- | ----------- | -------------------------- | ---- | -------- | ------ |
|             | PSC-PM      | Josep Maria Semino Laguia  | 108  | 3        | 43,03  |
|             | CiU         | Jaume Montaner i Capdevila | 85   | 3        | 33,86  |
|             | IxBP-AM     | Eloi Calvo i Ruiz          | 55   | 1        | 21,91  |
| Total       | Total       | 248                        | 248  | 7        |        |

- Josep Maria Semino Laguia (PSC-PM), alcalde
- Albert Font Gasa (PSC-PM), regidor
- Teresa Dòria Laguia (PSC-PM), regidora
- Jaume Montaner i Capdevila (CiU), regidor
- Carlota Canut Farré (CiU), regidora
- Àngel Ruiz Garcia (CiU), regidor
- Eloi Calvo i Ruiz (IxBP-AM), regidor.

Sellui, com a entitat municipal descentralitzada, té el seu propi president, en aquesta legislatura l'independent Jordi Vives i Bonet (Tom).

### Demografia
| 1497 f | 1515 f | 1553 f | 1717  | 1787  | 1857  | 1877  | 1887  | 1900  | 1910  |
| ------ | ------ | ------ | ----- | ----- | ----- | ----- | ----- | ----- | ----- |
| 99     | 130    | 142    | 1.052 | 1.264 | 2.446 | 2.156 | 1.792 | 1.562 | 1.625 |

| 1920  | 1930  | 1940  | 1950  | 1960 | 1970 | 1981 | 1990 | 1992 | 1994 |
| ----- | ----- | ----- | ----- | ---- | ---- | ---- | ---- | ---- | ---- |
| 1.564 | 1.448 | 1.240 | 1.109 | 997  | 622  | 422  | 396  | 350  | 350  |

| 1996 | 1998 | 2000 | 2002 | 2004 | 2006 | 2008 | 2010 | 2012 | 2014 |
| ---- | ---- | ---- | ---- | ---- | ---- | ---- | ---- | ---- | ---- |
| 351  | 340  | 363  | 350  | 372  | 381  | 407  | 406  | 362  | 361  |

| 2016 | 2018 | 2020 | 2022 | 2024 | 2026 | 2028 | 2030 | 2032 | 2034 |
| ---- | ---- | ---- | ---- | ---- | ---- | ---- | ---- | ---- | ---- |
| 342  | 330  | 331  | 345  | 340  | -    | -    | -    | -    | -    |

El 1969 es produeix la unió de Baén, Gerri de la Sal, Montcortès de Pallars i Peramea. Les dades anteriors són la suma dels antics municipis.